# Kenyasi

Kenyasi (eller Kenyase) är en ort i västra Ghana. Den är huvudort för distriktet Asutifi North, och folkmängden uppgick till 16 791 invånare vid folkräkningen 2010. Kenyasi består egentligen av två samhällen, Kenyasi 1 (den sydöstra delen) och Kenyasi 2 (huvudorten). Utvinning av guld sker i dagbrott strax norr om Kenyasi.